# Новоміська сотня
Новоміська сотня — територіально-адміністративна і військова одиниця Стародубського полку Гетьманщини в 17-18 ст.

## Історія
«Новоместская сотня расположена была в бассейне Ипути и Беседи и их притоков: Унечи, Туросны, Выхолки и Палужи. По изгнании поляков здесь были образованы две сотни, Попогорская и Бобовицкая, [543] вскоре затем и исчезнувшие – вероятно, по малочисленности в них казачьего населения. Затем, только при Скоропадском, учреждена была здесь сотня Новоместская, к которой присоединена была при этом и часть полковой; центр новой сотни находился в Стародубе, а почему новая сотня названа была Новоместской — мы не знаем. [544] Около половины территории Новоместской сотни занимали владения Киево-Печерской лавры, составлявшие три волости — Лыщицкую, Попогорскую и Бобовицкую. Кроме этих волостей, в состав Новоместской сотни входила Полесская, или Поипутская волость Стародубского магистрата, которую Лукьян Жоравка хотел было обратить в „полковничье порабощение“ (см. примеч. 259). Принадлежавшие Киево-Печерской лавре в Новоместской сотне три волости, ввиду особенности их истории, описываются здесь отдельно».
Сотенний центр — місто Стародуб.

## Склад
В 1715 році сотником було призначено Павла Романовича Дублянського.
На 1718 р. сотник — Павло Іудленський; складалася з куреня Нового міста, куреня Літовманського, куреня Горчаківського, куреня Душкинського, куреня Запольського, куреня Старохалевського, куреня Даріївського, куреня Литицького і куреня Настоповського. Відомий храм Святителя Миколи.
Старшина на 1732 рік — сотник Новоміський Тимофій Силевич, хорунжий сотенний Семен Потапів, писар Іван Старківський.